# Zebrasoma xanthurum
Zebrasoma xanthurum là một loài cá biển thuộc chi Zebrasoma trong họ Cá đuôi gai. Loài cá này được mô tả lần đầu tiên vào năm 1852.

## Từ nguyên
Từ định danh của loài cá này, xanthurum, được ghép từ 2 âm tiết trong tiếng Latinh: xanthos ("màu vàng") và oura ("vây đuôi"), hàm ý đề cập đến vây đuôi màu vàng tươi của chúng.

## Phạm vi phân bố và môi trường sống
Z. xanthurum có phạm vi phân bố tương đối phổ biến ở Tây và Bắc Ấn Độ Dương. Từ Biển Đỏ, loài cá này xuất hiện ở khắp các vùng biển bao quanh bán đảo Ả Rập, và từ vịnh Ba Tư trải dài theo vùng bờ biển Pakistan ở phía đông, với một lần duy nhất được nhìn thấy ở Maldives. Z. xanthurum cũng đã được ghi nhận ở ngoài khơi công viên biển Hoi Ha Wan (Hồng Kông), có lẽ là một con cá cảnh được thả ra. Z. xanthurum sống gần các rạn san hô ở độ sâu đến 50 m.

### Loài du nhập
Từ năm 2001 đến 2005, Z. xanthurum đã được quan sát nhiều lần ở vùng biển ngoài khơi Boca Raton, Florida (Hoa Kỳ). Vào năm 2018, Z. xanthurum một lần nữa được quan sát ở Boca Raton, gần xác tàu Sea Emperor.
Z. xanthurum lần đầu tiên được ghi nhận ở Địa Trung Hải, khi một cá thể của loài này được phát hiện ở ngoài khơi đảo Sardinia (Ý) vào năm 2015, có lẽ là một con cá cảnh được thả ra.

## Mô tả
Chiều dài cơ thể tối đa được ghi nhận ở Z. xanthurum là 36,7 cm, nhưng chiều dài thường bắt gặp ở loài cá này là từ 10 đến 20 cm.
Đầu, thân và các vây đều có màu xanh lam thẫm; ngoại trừ vây đuôi có màu vàng tươi nổi bật, và vây ngực có thêm dải màu vàng ở rìa vây. Các đốm đen chi chít trên bụng, thân trước và đầu của chúng. Cá con có màu tương tự như cá trưởng thành, nhưng có thêm các dải sọc ngang màu đen ở hai bên thân. Ở nhiều khu vực, Z. xanthurum trưởng thành cũng còn xuất hiện những dải sọc đen này trên cơ thể.
Số gai ở vây lưng: 4 - 5; Số tia vây ở vây lưng: 24 - 25; Số gai ở vây hậu môn: 3; Số tia vây ở vây hậu môn: 19 - 20; Số tia vây ở vây ngực: 15; Số gai ở vây bụng: 1; Số tia vây ở vây bụng: 5.

## Sinh thái và hành vi
Thức ăn của Z. xanthurum được cho là các loại tảo dạng sợi, vì chúng có nhiều răng nhỏ ở họng.